# Фалстаф (опера)
Фалстаф (Falstaff), commedia lirica, опера у три чина Ђузепеа Вердија

## Либрето
Ариго Боито (Arrigo Boito) према комедијама „Веселе жене виндзорске“ и „Краљ Хенри IV“ Вилијама Шекспира (William Shakespeare).

## Праизведба
9. фебруар 1893, Милано у Teatro alla Scala.

## Ликови и улоге
| Сер Џон Фалстаф (Ser John Falstaff)  |                     | баритон    |
| Фентон (Fenton)                      |                     | тенор      |
| Др. Кајус (Dr. Caius)                |                     | тенор      |
| Бардолф и Пистол (Bardolph и Pistol) | Фалстафови пратиоци | тенор бас  |
| Мис Алиса Форд (Mrs. Alice Ford)     |                     | сопран     |
| Форд (Ford)                          | њен супруг          | баритон    |
| Нанета (Nanetta)                     | њихова ћерка        | сопран     |
| Газдарица Квикли (Mistress Quickly)  |                     | мецоспран  |
| Мис Мег Пејџ (Mrs. Meg Page)         |                     | мецосопран |
| Власник крчме                        |                     |            |
| Робин (Robin)                        | Фалстафов паж       |            |
| Фордов паж                           |                     |            |

становници Виндзора, Фордове слуге, машкаре (виле, вештице, духови и демони) 

## Место и време
Виндзор рани XV века током владавине краља Хенрија IV

### I чин

#### I сцена
Крчма `The Garter`. Дебели витез сер Џон Фалстаф је написао два идентична љубавна писма женама двојице богаташа, Алиси Форд и Мег Пејџ. Нада се љубавној авантури, али и прилици да напуни свој џеп. Дуго времена већ није платио своје пратиоце. Доктор Кајус оптужује Фалстафове слуге да су га покрали и Фалстаф их избацује. Али када им да писма да их однесу, они то одбију. Фалстаф у бесу их отера и да писма свом пажу.

#### II сцена
Фордов врт. Алиса и Мег су добиле и упоредиле Фалстафова писма. Уз помоћ газдарице Квикли, смисле план да казне дебелог витеза. У међувремену, отеране слуге открију Форду Фалстафове намере. Љубоморни Форд посећује Фалстафа под лажним именом да открије што више. А његова жена Алиса наперава да позове Фалстафа на састанак и да се нашали са њим.

### II чин

#### I сцена
Крчма `The Garter`. Фалстафови пратиоци су се вратили, правећи се да се кају. Газдарица Квикли доноси Фалстафу позивницу од Алисе Форд. Он је одушевљен и срећи његовој нема краја када га под именом Фонтана посети сâм Форд. Он тражи од Фалстафа да заведе Алису да би он, Фонтана, могао лакше да је освоји. Фалстаф се изда да га Алиса баш чека тог истог дана. Фордова љубомора добија нови замах.

#### II сцена
Фордова кућа. Газдарица Квикли обавештава своје саучеснице да Фалстаф долази. Алиса се забавља слушајући његова удварања. Форд се враћа неочекивано кући, и жене скривају Фалстафа у корпу са вешом. Форд са пријатељима претражује кућу, али све што нађе је његова ћерка Нанета у Фентоновом загрљају. Како намерава да уда Нанету за Кајуса, он у бесу избацује Фентона напоље. Када наставе потрагу за Фалстафом, Алиса избаци веш из корпе, са све Фалстафом, кроз прозор у Темзу.

### III чин

#### I сцена
Испред крчме `The Garter`. Након љубавног неуспеха, Фалстаф оптужује цео буржоаски свет за непоштење и поквареност. Газдарица Квикли доноси позив од, како каже, неутешне Алисе, којим заказује нови састанак крај храста у Виндзорском парку. Форд и његови људи чују овај разговор и одлучују да казне Фалстафа. Форд Кајусу обећава Нанетину руку и наговара га да се појави у парку обученкао монах. Али Алиса, која жели да уда ћерку за оног кога она воли, подржава ћеркину везу са Фентоном.

#### II сцена
Виндзорски парк. Фалстаф је тачан и у поноћ долази у парк. Да спрече Форда да спроведе план о удаји Нанете за Кајуса, жене преруше Фентона у монаха. Фалстафов састанак са Алисом прекида Мег, упозоравајући да се приближава Дивљи лов1. Мештани, обучени у духове и друга натприродна бића, окруже Фалстафа и добро га истуку. Кајус хвата особу за коју мисли да је његова будућа, али Нанета се појављује са преобученим Фентоном. Форд, мислећи да је то Кајус, даје благослов за венчање. Када се маске скину, Форд и Кајус схватају да су преварени. Само Фалстаф на све гледа са ведрије стране, посебно пошто га позову на венчање Нанете и Фентона. Сви му се прикључују у виђењу да је „све на свету само шала“ (Tutto nel mondo è burla ).

## Познате музичке нумере
- L'onore! Ladri – монолог Фалстафа (I чин)
- Signore, v'assista il cielo – дует Фалстафа и Форда (II чин)
- E sogno? o realtà? – Фордова арија (II чин)
- Quand'ero paggio del Duca di Norfolk – Фалстафов ариозо (II чин)
- Ehi taverniere – Фалстафов монолог (III чин)
- Dal'labbro il canto estasito vola – Фентонова арија (III чин)
- Sul fil d'un soffio etesio – Нанетина арија (III чин)
- Tuttuo nel mondo è burla – завршна фуга (III чин)